# Černuc
Černuc är en ort i Tjeckien.   Den ligger i regionen Mellersta Böhmen, i den centrala delen av landet, 28 km nordväst om huvudstaden Prag. Černuc ligger 194 meter över havet och antalet invånare är 934.
Terrängen runt Černuc är huvudsakligen platt. Černuc ligger nere i en dal.Runt Černuc är det tätbefolkat, med 493 invånare per kvadratkilometer. Närmaste större samhälle är Kladno, 18,5 km söder om Černuc. Trakten runt Černuc består till största delen av jordbruksmark.